# Одерадівська сільська рада
| Одерадівська сільська рада — колишня адміністративно-територіальна одиниця та орган місцевого самоврядування у Луцькому районі Волинської області з адміністративним центром у с. Одеради. Припинила існування 15 травня 2017 року через об'єднання в Заборольську сільську територіальну громаду Волинської області. Натомість утворено Одерадівський старостинський округ при Заборольській сільській громаді. Сільській раді були підпорядковані населені пункти: - с. Одеради - с. Городок - с. Сьомаки |

## Склад ради
Рада складалась з 14 депутатів та голови.

## Керівний склад сільської ради
| ПІБ                           | Основні відомості                                                 | Дата обрання | Дата звільнення |
| ----------------------------- | ----------------------------------------------------------------- | ------------ | --------------- |
| Шандрук Алла Василівна        | Сільський голова, 1957 року народження, освіта, позапартійна      | 26.03.2006   | 31.10.2010      |
| Ковальчук Анатолій Михайлович | Сільський голова, 1966 року народження, освіта вища, безпартійний | 31.10.2010   |                 |

Примітка: таблиця складена за даними джерела

## Населення
Згідно з переписом УРСР 1989 року чисельність наявного населення сільської ради становила 1055 осіб, з яких 476 чоловіків та 579 жінок.
За переписом населення України 2001 року в сільській раді мешкало 969 осіб.

### Мова
Розподіл населення за рідною мовою за даними перепису 2001 року:
| Мова       | Відсоток |
| ---------- | -------- |
| українська | 99,38 %  |
| російська  | 0,52 %   |
| білоруська | 0,10 %   |